# 1993 Space Machine
1993 Space Machine là một game shoot 'em up được phát hành vào năm 2016 cho Microsoft Windows và OS X. Trò chơi ban đầu dự tính phát hành dưới cái tên Shenandoah: Daughter of the Stars trên Amiga vào năm 1993 trước khi dự án này bị hủy bỏ.